# Постіндустріалізм

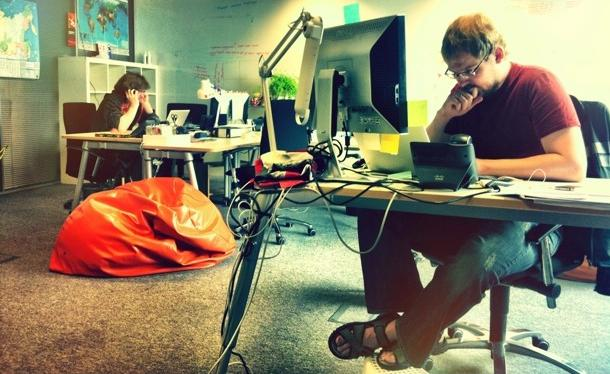
Виробництво і торгівля інформацією є домінуючою діяльністю в постіндустріальному суспільстві.

Постіндустріалізм — теорія нової стадії розвитку суспільства, що слідує за індустріальним суспільством. Провідну роль у такому суспільстві відводиться галузі послуг, науці, освіті, а основним об'єктом діяльності стає торгівля інформацією.
Сам термін «постіндустріалізм» було запроваджено у науковий обіг англійським соціологом А. Пенті ще на початку XX століття. Він дав і його перше визначення: «стан суспільства, яке постане після розвалу індустріалізму». Він пропонував використати цей термін для роздумів про майбутнє у зв'язку з тим, що «індустріалізм приречений».
Як сформована концепція «постіндустріалізм» склалась в 70-х рр. і пов'язана з ім'ям професора соціології Гарвардського університету Деніела Белла. Ще з кінця 50-х рр. він активно пропагував цю концепцію. 1967 року на конференції американських футурологів Белл сформулював завдання соціального прогнозування. А в 1970 році на VII Міжнародному соціологічному конгресі проголосив свою концепцію «постіндустріального суспільства». 1973 року Белл опублікував працю «Настання постіндустріального суспільства», де в ній оприлюднив найновіший удосконалений варіант концепції.